# Promise Mascot Agency
Promise Mascot Agency — приключенческая компьютерная игра в жанрах визуальной новеллы и симулятора, разработанная и изданная японской студией Kaizen Game Works Playism в апреле 2025 года.

## Игровой процесс
Promise Mascot Agency представляет собой компьютерную игру в жанре визуальной новеллы и симулятора с открытым миром. Игрок берёт на себя роль руководителя фирмы, специализирующейся на продвижении маскотов — персонажей-талисманов вымышленных компаний и брендов. Главный герой — бывший якудза по имени Мити, приезжает в небольшой город, чтобы возглавить погибающее рекламное агентство. Ему помогает Пинки — маскот в виде большого отрубленного мизинца. Каждый день фирме приходят счета, и задача игрока — нанимать маскотов, организовывать работу, чтобы развить агентство и погасить долги. Попутно Мити взаимодействует с окружающими персонажами и через диалоги погружается в культуру, историю и политические игры окружающего его мира. Игрок может тратить заработанные деньги на найм новых маскотов, ремонт города и улучшение агентства, получая пассивный доход и бонусы. Также маскоты тратят на работу выносливость и время от времени уходят в отпуск.

## Отзывы
| Сводный рейтинг       | Сводный рейтинг                        |
| Агрегатор             | Оценка                                 |
| --------------------- | -------------------------------------- |
| Metacritic            | 77/100 (PC) 86/100 (PS5) 75/100 (XBXS) |
| OpenCritic            | 82/100 (84 %)                          |
| Иноязычные издания    |                                        |
| Издание               | Оценка                                 |
| Digital Trends        | [ 8 ]                                  |
| Edge                  | 6/10                                   |
| Eurogamer             | [ 1 ]                                  |
| GamesRadar+           | [ 10 ]                                 |
| Nintendo World Report | 9/10                                   |
| PCGamesN              | 9/10                                   |
| PC Gamer (UK)         | 94/100                                 |
| Push Square           | [ 13 ]                                 |
| RPGFan                | 90/100                                 |
| VG247                 | [ 15 ]                                 |
| WorthPlaying          | 8/10                                   |
| Русскоязычные издания |                                        |
| Издание               | Оценка                                 |
| StopGame.ru           | «Похвально»                            |

Согласно агрегатору рецензий Metacritic, Promise Mascot Agency получила «в основном положительные» отзывы от критиков. По данным OpenCritic, 84 % рецензентов рекомендовали игру, средняя оценка от ведущих критиков составила 82 балла из 100.